# Lake Cowan
Der Lake Cowan ist ein in seiner Aufsicht an eine Robbe erinnernder See an der Ingrid-Christensen-Küste des ostantarktischen Prinzessin-Elisabeth-Lands. Er liegt 800 m südlich des Lake Vereteno im östlichen Teil der Vestfoldberge.
Der See wurde ab 1957 durch Mannschaften mehrerer Kampagnen im Rahmen der Australian National Antarctic Research Expeditions erkundet. Das Antarctic Names Committee of Australia (ANCA) benannte ihn am 18. Mai 1971 nach Dave Cowan, Wetterbeobachter auf der Davis-Station im Jahr 1969, der im März dieses Jahres zu einer dieser Mannschaften gehörte.